# Фрелих, Николай Адамович
Николай Адамович Фрелих (1826—1903) — нижегородский архитектор.

## Биография
Родился в 1826 году.
В 1848 году окончил Санкт-Петербургский институт корпуса путей сообщения и был оставлен при институте, но с 10 октября 1849 года определился на службу архитекторским помощником Нижегородской строительной и дорожной комиссии; осуществлял надзор за частным строительством.
С 1856 года был городовым архитектором. Провёл капитальный ремонт тюремного замка, засыпал за Почайной Мироносицкий пруд. В 1857 году по предложению губернатора А. Н. Муравьева разработал и к 1860 году реализовал проект часовой башни, которую в народе стали называть «Муравьёвской дылдой». В 1858 году был назначен архитектором ярмарочного гостиного двора и в 1860 году вёл крупные ремонтные работы на ярмарке В 1860 году он также спроектировал и построил каменный двухэтажный дом Н. Лизакина (улица Максима Горького, 107).
С приездом в Нижний Новгород А. С.Гациского, Фрелих пытался реализовать его идею создания историко-краеведческого музея и для этого в 1867 году осмотрел и приспособил Тайницкую башню кремля.

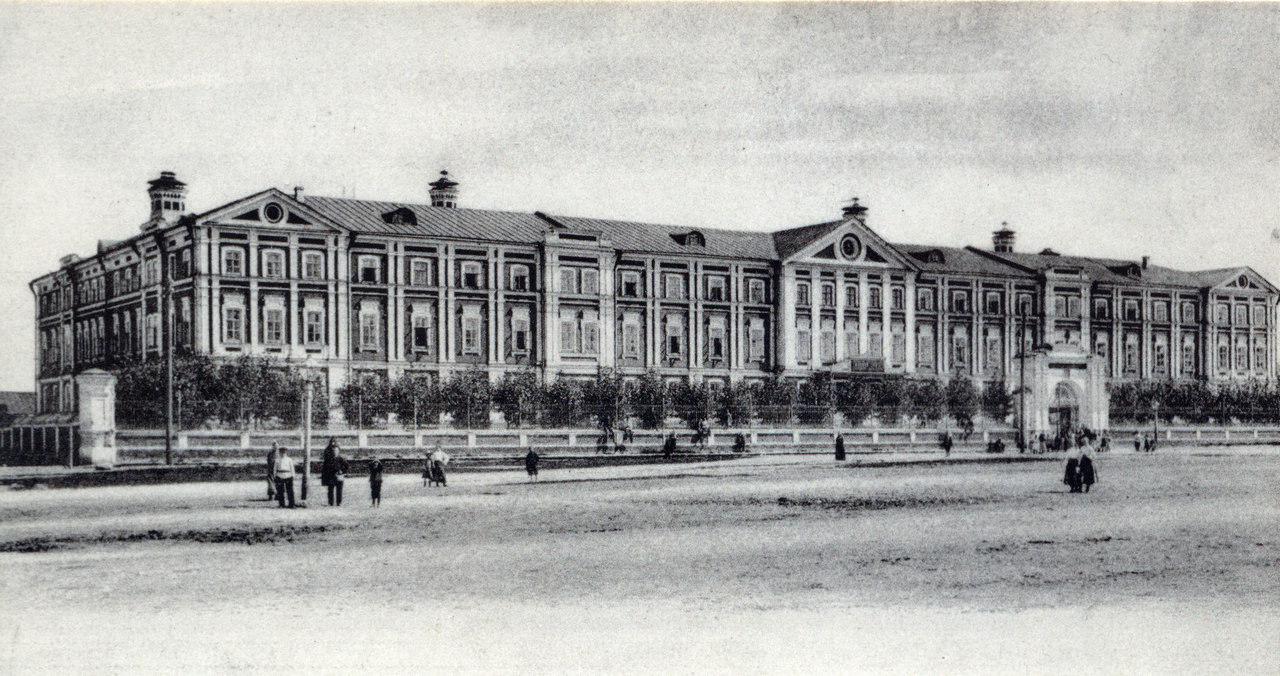
Нижегородский городской общественный имени Блиновых и Бугрова Вдовий дом на площади Лядова. Арх. Н. А. Фрейлих. 1883—1887 гг.

В 1867 году стал архитектором Мариинского женского института. В 1869 году получил благодарность за участие в постройке окружного суда. В 1870—1872 годах был сверхштатным техником Строительного отделения Нижегородского губернского правления. В 1872 году предписанием министерства внутренних дел он был назначен участковым архитектором при нижегородской городской думе. В 1875 году был избран гласным думы и в этом же году думой был избран в члены городской управы и состоял им до декабря 1897 года, отказавшись от должности по состоянию здоровья.
Сотрудничал с Львом Владимировичем Далем, обмерял с ним памятники древности. Построил для Николая Александровича Бугрова два доходных дома (Нижне-Волжская набережная, 12 и 13). В 1879 году спроектировал и возвел здание родовспомогательного отделения Александровской богадельни (улица Варварская, 42). В 1885—1887 годах построил по заказу Бугровых и их родственников Блиновых Вдовий дом (площадь Лядова, 2). В 1889 году выступил инициатором строительства нового здания Городской думы на Благовещенской площади.
Скончался вечером 4 (17) декабря 1903 года в Александровском саду, был похоронен на Казанском кладбище при Нижегородском Крестовоздвиженском монастыре.
Был женат. У сына Николая (?—1905) род продолжился в Олеге Николаевиче Фрелихе; дочь Анна (? — не ранее 1919) в браке с Андреем Юльевичем Фейтом родила сына Андрея.